# UTC+04:51
Az UTC+04:51 egy időeltolódás volt, amely négy órával és 51 perccel volt előrébb a greenwichi középidőtől (GMT).

## Korábban ezt az időeltolódást használó terület

### Ázsia
- Brit India
  - Bombay (ma Mumbai), és környéke, amelyek a Bombay Time-ot (Bombay-i idő) használták

## Az egykor ebbe az időeltolódásba tartozó időzónáról
| Időzóna neve angolul | Időzóna neve magyarul |
| -------------------- | --------------------- |
| Bombay Time          | Bombay-i idő          |

Az időzónát az 1884-es Nemzetközi Meridián Konferencián hozták létre, Washingtonban, majd 1995-ben, miután India önálló lett, eltörölték, és a korábban ehhez az időzónához tartozó terület az UTC+05:30 időeltolódásba állt át, az Indian Standard Time-ba (Indiai nyári idő), így eltörölve egy 39 perces eltérést.

## Fordítás
Ez a szócikk részben vagy egészben  az   UTC+04:51 című angol Wikipédia-szócikk ezen változatának fordításán alapul.  Az eredeti cikk szerkesztőit annak laptörténete sorolja fel. Ez a jelzés csupán a megfogalmazás eredetét és a szerzői jogokat jelzi, nem szolgál a cikkben szereplő információk forrásmegjelöléseként.